# Campionati mondiali di volo con gli sci 1985
I Campionati mondiali di volo con gli sci 1985, ottava edizione della manifestazione, si svolsero dal 15 al 17 marzo a Planica, in Jugoslavia, e contemplarono esclusivamente la gara individuale maschile. A causa della condizioni atmosferiche avverse furono realizzate solo due serie di salti delle tre previste.

## Risultati
| Posizione | Atleta          | Nazione        | Punti |
| --------- | --------------- | -------------- | ----- |
| 1         | Matti Nykänen   | Finlandia      | 580,5 |
| 2         | Jens Weißflog   | Germania Est   | 531,5 |
| 3         | Pavel Ploc      | Cecoslovacchia | 524,0 |
| 4         | Klaus Ostwald   | Germania Est   | 517,0 |
| 5         | Ladislav Dluhoš | Cecoslovacchia | 515,0 |
| 6         | Miran Tepeš     | Jugoslavia     | 511,5 |

Trampolino: Letalnica

## Medagliere per nazioni
| Posizione | Nazione        | Oro | Argento | Bronzo | Totale |
| --------- | -------------- | --- | ------- | ------ | ------ |
| 1         | Finlandia      | 1   | 0       | 0      | 1      |
| 2         | Germania Est   | 0   | 1       | 0      | 1      |
| 3         | Cecoslovacchia | 0   | 0       | 1      | 1      |